# العلاقات البوليفية الأيرلندية
العلاقات البوليفية الأيرلندية هي العلاقات الثنائية التي تجمع بين بوليفيا وجمهورية أيرلندا.

## مقارنة بين البلدين
هذه مقارنة عامة ومرجعية للدولتين:
| وجه المقارنة                                              | بوليفيا                                          | جمهورية أيرلندا                                       |
| --------------------------------------------------------- | ------------------------------------------------ | ----------------------------------------------------- |
| المساحة (كم2)                                             | 1.10 مليون                                       | 70.27 ألف                                             |
| عدد السكان (نسمة)                                         | 11.05 مليون                                      | 4.76 مليون                                            |
| الكثافة السكانية (ن./كم²)                                 | 10.05                                            | 67.74                                                 |
| العاصمة                                                   | سوكري، لاباز                                     | دبلن                                                  |
| اللغة الرسمية                                             | اللغة الإسبانية، اللغة الأيمرية، كتشوا، غوارانية | اللغة الأيرلندية، لغة إنجليزية، الإنجليزية الأيرلندية |
| العملة                                                    | بوليفاريو بوليفي                                 | جنيه أيرلندي، يورو، عملات اليورو الأيرلندية           |
| الناتج المحلي الإجمالي (بليون دولار)                      | 37.51 مليار                                      | 333.73 مليار                                          |
| الناتج المحلي الإجمالي (تعادل القوة الشرائية) بليون دولار | 74.58 مليار                                      | 318.16 مليار                                          |
| الناتج المحلي الإجمالي الاسمي للفرد دولار أمريكي          | 3.08 ألف                                         | 61.13 ألف                                             |
| الناتج المحلي الإجمالي للفرد دولار أمريكي                 | 6.63 ألف                                         |                                                       |
| مؤشر التنمية البشرية                                      | 0.662                                            | 0.916                                                 |
| رمز المكالمات الدولي                                      | +591                                             | +353                                                  |
| رمز الإنترنت                                              | .bo                                              | .ie                                                   |
| المنطقة الزمنية                                           | 00                                               | 00، ت ع م+01:00، أوروبا/دبلن ‏                         |

## منظمات دولية مشتركة
يشترك البلدان في عضوية مجموعة من المنظمات الدولية، منها:
| علم المنظمة | اسم المنظمة                        | تاريخ انضمام بوليفيا | تاريخ انضمام جمهورية أيرلندا |
| ----------- | ---------------------------------- | -------------------- | ---------------------------- |
|             | الاتحاد البريدي العالمي            | ?                    | ?                            |
|             | مؤسسة التنمية الدولية              | 21 يونيو 1961        | 22 ديسمبر 1960               |
|             | منظمة حظر الأسلحة الكيميائية       | ?                    | ?                            |
|             | منظمة التجارة العالمية             | 12 سبتمبر 1995       | ?                            |
|             | الأمم المتحدة                      | 14 نوفمبر 1945       | 14 ديسمبر 1955               |
|             | وكالة ضمان الاستثمار متعدد الأطراف | 3 أكتوبر 1991        | 27 أكتوبر 1989               |
|             | منظمة الشرطة الجنائية الدولية      | ?                    | ?                            |
|             | مؤسسة التمويل الدولية              | 20 يوليو 1956        | 11 سبتمبر 1958               |
|             | الاتحاد الدولي للاتصالات           | 1 يونيو 1907         | 8 ديسمبر 1923                |
|             | البنك الدولي للإنشاء والتعمير      | 27 ديسمبر 1945       | 8 أغسطس 1957                 |
|             | يونسكو                             | 13 نوفمبر 1946       | 3 أكتوبر 1961                |

## أعلام
هذه قائمة لبعض الشخصيات التي تربطها علاقات بالبلدين:
- خوسيه جوتيريز غيرا (سياسي بوليفي، 5 سبتمبر 1869 – 3 فبراير 1929)

## وصلات خارجية
- موقع وزارة الخارجية البوليفية